# Giovanni Tadolini
Pour les articles homonymes, voir Tadolini.
Giovanni Tadolini, né le 18 octobre 1789 à Bologne – mort le 29 novembre 1872 dans la même ville, est un compositeur, chef d'orchestre et professeur italien de chant, dont la carrière s'est déroulée alternativement à Bologne et Paris. Tadolini est probablement surtout connu pour avoir achevé six sections de la version de 1833 du Stabat mater de Rossini après que ce dernier soit tombé malade. Par ailleurs, il est aussi l'auteur de huit opéras ainsi que des sinfonias, des sonates, de la musique de chambre et de nombreuses pièces de musique et chant religieux.

## Biographie
Né à Bologne, il étudie en privé le chant avec Matteo Rubini et la composition musicale avec Stanislao Mattei au Liceo Musicale de sa ville natale, avant de travailler pour le Théâtre-Italien à Paris comme répétiteur et maître de chœur de 1811 à 1814. À la suite de l'occupation de Paris par les armées russes et autrichiennes en 1814, il retourne en Italie, où au cours des 15 années suivantes, il écrit une série d'opéras et sert comme chef d'orchestre et chef de chœur pour le Teatro Comunale di Bologna. Il devient également membre de l'Accademia Filarmonica de Bologne et maestro di cappella de la cathédrale Saint-Pierre de la ville.
En 1827, il épouse la soprano Eugenia Tadolini (née Savorani), une de ses élèves à Bologne. Tadolini retourne au Théâtre-Italien en 1829 avec son épouse, lui comme directeur et elle comme chanteuse de la compagnie. Le mariage se termine par un divorce en 1834. À la suite du divorce, Tadolini reste à son poste au Théâtre-Italien jusqu'en 1839 lorsqu'il retourne définitivement à Bologne.
Plus tard dans sa vie, il dirige une école de chant à Bologne où il meurt en 1872.

## Compositions
Opéras
- 1815 : Le bestie in uomini (Venise, Teatro San Moisè, livret d'Angelo Anelli)
- 1815 : La fata Alcina (Venise, Teatro San Moisè)
- 1816 : La principessa di Navarra, ossia Il Gianni di Parigi (Bologne, Teatro Contavalli)
- 1817 : Il credulo deluso (Rome, Teatro Valle, livret de Cesare Sterbini)
- 1818 : Tamerlano (Bologne, livret d'après Agostino Piovene)
- 1824 : Moctar, gran visir di Adrianopoli (Bologne, Teatro Comunale, livret de Luigi Romanelli)
- 1827 : Mitridate (Venice, La Fenice, livret de Gaetano Rossi)
- 1827 : Almanzor (Trieste, Teatro Grande, livret de Felice Romani)

Valses
- 1837 : Grande walz composée et dédiée à sa Majesté Léopold 1er Roi des Belges (Paris, arrangement pour piano à 4 mains par Adolphe Miné)

Chants
- La farfalla – voix et piano, texte de Carlo Pepoli, dédié à Marie Lutyens
- La potenza d'amore – ténor, piano et cor français, texte de Carlo Pepoli
- La fuga di Bianca Capello – basse et piano, texte de Carlo Pepoli
- Se la vita vuoi godere – ténor et piano